# Isla (fiume)
L'Isla (in gaelico scozzese: Abhainn ile) è un affluente del fiume Tay nell'Angus e Perthshire, in Scozia. Corre per 46 miglia (74 km) attraverso Kirkton di Glenisla (Clachan Ghlinn Ìle) e Strathmore (An Srath Mòr).